# Gạch nung

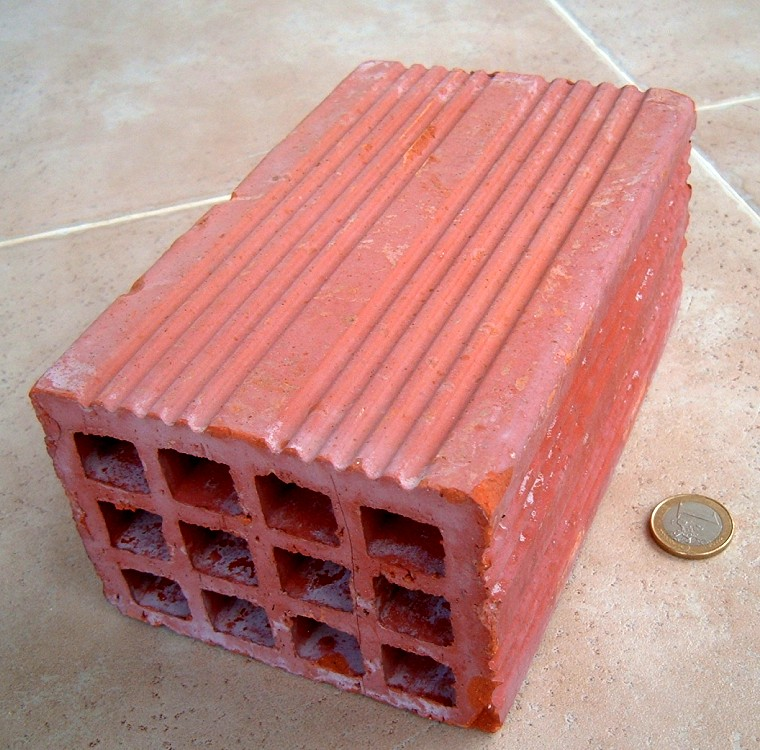
Một viên gạch

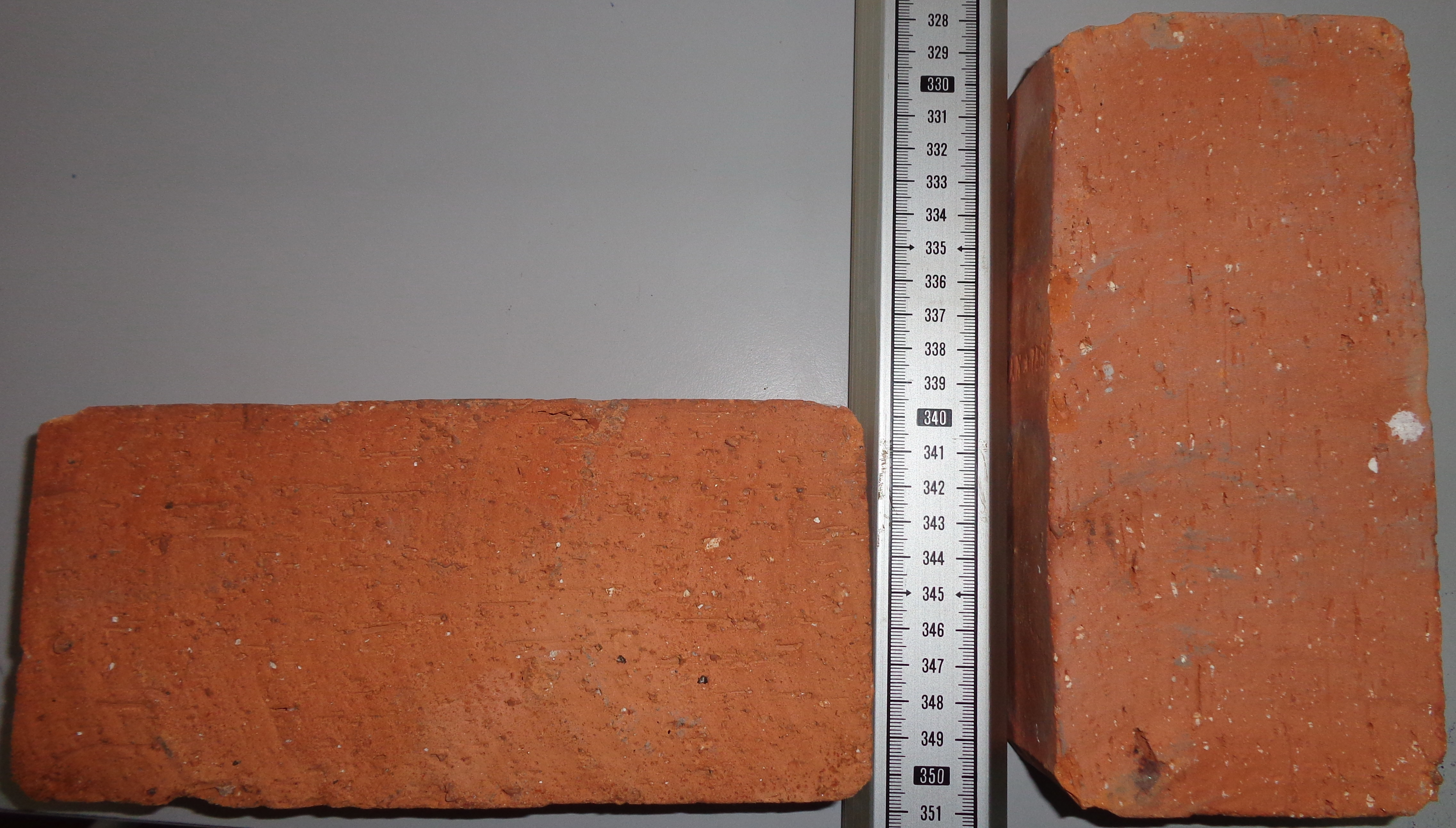
Gạch chỉ

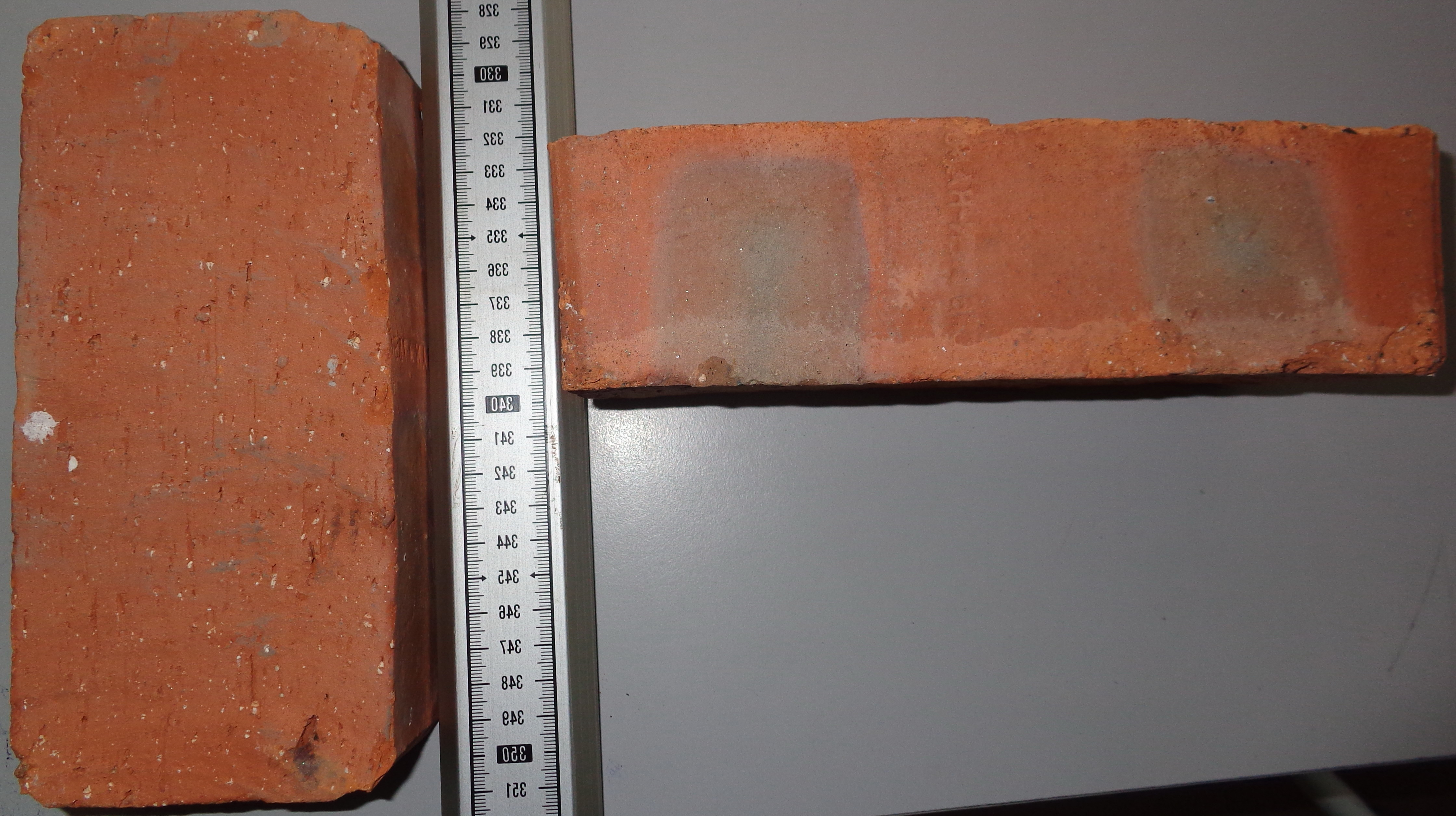
Gạch chỉ

Gạch nung, gạch đỏ hay thường gọi đơn giản là gạch là một loại vật liệu xây dựng được làm từ đất sét nung. Lịch sử sản xuất và sử dụng gạch vẫn là một điều gây tranh cãi, nhưng đã được loài người sử dụng hàng ngàn năm trước Công nguyên. Hiện vật gạch được tìm thấy ở Çayönü, một khu vực gần Tigris có niên đại 7500 trước Công nguyên. Do đặc tính bền bỉ theo thời gian, gạch đã được sử dụng cho các công trình xây dựng có tuổi thọ hàng ngàn năm.

## Sản xuất

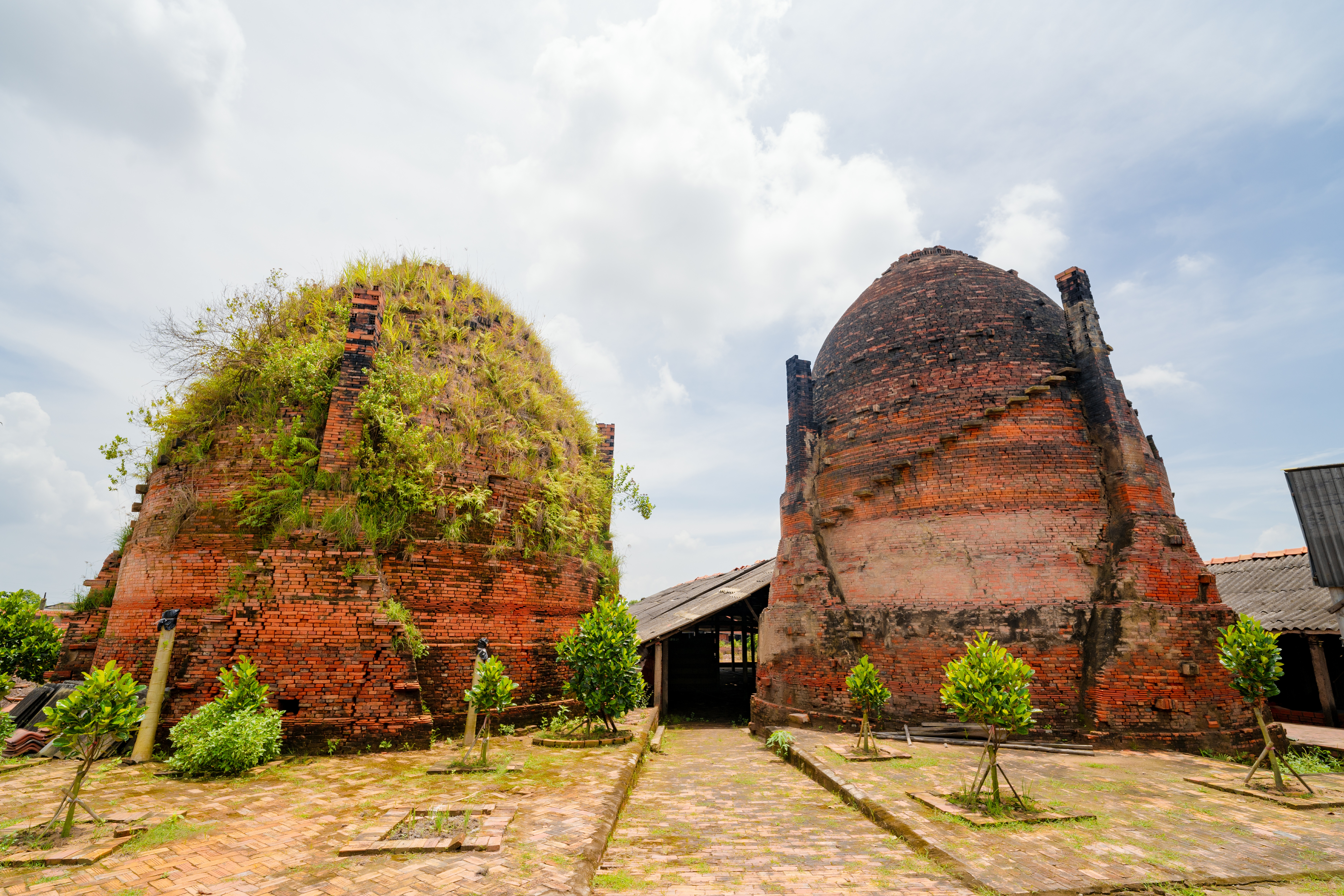
Một lò gạch ở Mang Thít, Vĩnh Long

Đất sét được đào lên và trộn với nước và nhồi kỳ cho nhuyễn và được đưa vào khuôn (bằng máy hoặc thủ công) để in ra viên. Viên đất sét được phơi hoặc sấy cho khô và chất vào lò. Nhiên liệu để đốt lò là củi, than đá trộn bùn làm thành viên hoặc khí thiên nhiên được đặt bên dưới lò. Lò được đốt trong nhiều tiếng đồng hồ cho đến khi gạch "chín", chuyển sang màu đỏ hoặc nâu sẫm. Lò được tắt và đợi đến khi nguội thì dỡ gạch ra.
Nguyên liệu để nặn gạch thường là đất sét, đá phiến sét, đá phiến sét mềm, calci silicat, bê tông, thậm chí có những loại "gạch" được làm từ cách đẽo gọt đá khai thác ở mỏ. Tuy nhiên, gạch thật sự được làm từ gốm như đã nói ở trên.
Thành phần một viên gạch (theo khối lượng) thường là như sau:
1. Silica (cát): 50% - 60%
2. Alumina (sét): 20% - 30%
3. Vôi: 2 - 5%
4. Oxide sắt: 5 - 6%, không được vượt quá 7%
5. Magnesi: dưới 1%